# أليساندرو كوديفيلا
أليساندرو كوديفيلا (21 مارس 1861-28 فبراير 1912) هو جراح إيطالي من بولونيا، كان رئيس قسم الجراحة في مستشفى كاستيجليون فيورنتينو.